# Дикран каштановий
Дикран каштановий (Dicranum spadiceum) — вид листостеблових мохів родини дикранові (Dicranaceae).

## Поширення
Вид поширений в арктичному та альпійському поясах у Європі, Азії та Північній Америці. Росте навколо дерев на ґрунті, серед каміння або перегною у вологих місцях.

## Опис
Dicranum spadiceum утворює щільний зелені або жовтувато-коричневий килим. Талом заввишки до 7 см з слабкими ризоїдами.